# 当维图
当维图（法語：Dampvitoux，法語發音：[dɑ̃vitu]）是法国默尔特-摩泽尔省的一个市镇，位于该省中部，属于布里埃区。

## 地理
当维图（49°0'47"N, 5°50'34"E）面积9.19 平方千米，位于法国大東部大區默尔特-摩泽尔省，该省份为法国东北部内陆省份，是洛林的一部分，北邻比利时、卢森堡，北起顺时针与摩泽尔省、下莱茵省、孚日省和默兹省接壤。
与当维图接壤的市镇（或旧市镇、城区）包括：沙雷、多马坦拉绍塞、阿热维尔、克萨姆、瓦夫尔地区伯内、拉绍塞、维尼厄勒-莱阿通沙泰勒。

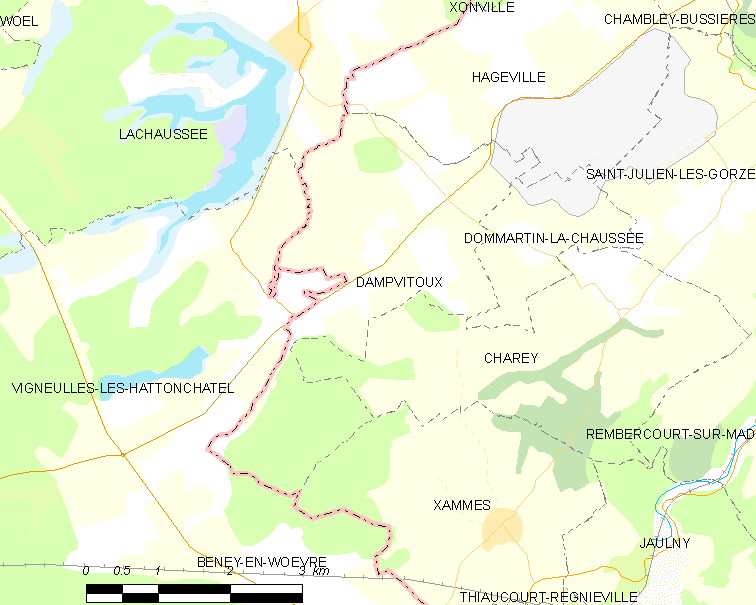
当维图的OSM定位图

当维图的时区为UTC+01:00、UTC+02:00（夏令时）。

## 行政
当维图的邮政编码为54470，INSEE市镇编码为54153。

## 政治
当维图所属的省级选区为雅尼县。

## 人口

1962-2008年间当维图人口变化图示

当维图于2022年1月1日时的人口数量为57人。